# Апостольский викариат Брунея
 Апостольский викариат Брунея (лат. Vicariatus Apostolicus Bruneiensis) — апостольский викариат Римско-Католической церкви с центром в городе Бандар-Сери-Бегаван, Бруней. Апостольский викариат Брунея подчиняется непосредственно Святому Престолу. Кафедральным собором апостольского викариата Брунея является церковь Успения Пресвятой Девы Марии.

## История
21 ноября 1997 года Римский папа Иоанн Павел II выпустил буллу Constat in finibus, которой учредил апостольскую префектуру Брунея-Дарассалама, выделив её из епархии Мири.
20 октября 2004 года Римский папа Иоанн Павел II издал буллу Ad aptius consulendum, которой преобразовал апостольскую префектуру Брунея в апостольский викариат.
21 января 2005 года апостольский викарий Корнелиус Сим был назначен епископом апостольского викариата Брунея.

## Ординарии апостольского викариата
- кардинал Корнелиус Сим (21 ноября 1997 — 29 мая 2021) — кардинал с 28 ноября 2020 года.